# Jan Käter
Jan Käter (ur. 24 listopada 1937 w Werlte) – zachodnioniemiecki żużlowiec, występujący również na długim torze.

## Życiorys
W latach 1968–1977 siedmiokrotny finalista indywidualnych mistrzostw Europy oraz świata na długim torze (najlepsze wyniki: IV m. w ME – Scheeßel 1970, IV m. w MŚ – Oslo 1971 oraz V m. w MŚ – Oslo 1973). Dwukrotny mistrz Niemiec Północnych na długim torze (1968, 1972), zwycięzca turnieju o Srebrny Kask (1968) oraz międzynarodowych turniejów w Rastede (1969, 1970).
Na torach klasycznych – trzykrotny uczestnik ćwierćfinałów kontynentalnych indywidualnych mistrzostw świata (najlepszy wynik: Abensberg 1971 – X miejsce) oraz pięciokrotny uczestnik eliminacji drużynowych mistrzostw świata (najlepsze wyniki: dwukrotnie IV miejsca w finałach kontynentalnych – Leningrad 1972 i Slaný 1974). Brązowy medalista drużynowych mistrzostw RFN (1973 – w barwach klubu MSC Cloppenburg). Uczestnik finału indywidualnych mistrzostw RFN (Olching 1979 – XI miejsce).